# قوة الانتشار السريع
قوة الانتشار السريع (بالإنجليزية: UNSAS) هو ما يُعرف بنظام الترتيبات الاحتياطية والذي يقوم على انفتاح قوة دولية في منطقة الصراع ضمن فترة تتراوح من 3-10 أيام للتخفيف من حدة المعاناة الإنسانية والأمنية ولحين صدور قرار نافذ من مجلس الأمن يبين طبيعة وحجم مهمة حفظ السلام المنتظرة .